# Borownica (Lublin)
Pour les articles homonymes, voir Borownica.
Borownica (prononciation : [bɔrɔvˈnit͡sa]) est un village polonais de la gmina de Janów Lubelski dans le powiat de Janów Lubelski de la voïvodie de Lublin dans l'est de la Pologne.
Il se situe à environ 3 kilomètres à l'ouest de Janów Lubelski (siège de la gmina et du powiat) et 61 kilomètres au sud de Lublin (capitale de la voïvodie).
Le village comptait approximativement une population de 187 habitants en 2006.

## Histoire
De 1975 à 1998, le village est attaché administrativement à la voïvodie de Tarnobrzeg.

Depuis 1999, il fait partie de la voïvodie de Lublin.